# Garrulaxe du Langbian
Garrulax annamensis
Espèce
Statut de conservation UICN

 LC  : Préoccupation mineure
Le Garrulaxe du Langbian (Garrulax annamensis) est une espèce de passereaux de la famille des Leiothrichidae.

## Répartition
Cet oiseau est endémique du plateau du Lang Bian (en).

## Classification
Le nom valide complet (avec auteur) de ce taxon est Garrulax annamensis (Robinson (d) & Kloss, 1919).
L'espèce a été initialement classée dans le genre Stactocichla  comme sous-espèce du Garrulaxe à poitrine tachetée sous le protonyme Stactocichla merulina annamensis Robinson & Kloss, 1919,. 
Ce taxon porte en français le nom vernaculaire ou normalisé suivant : Garrulaxe du Langbian.

### Étymologie
Son épithète spécifique, composée de annam et du suffixe latin -ensis « qui vit dans, qui habite », fait référence à sa localité type, l'ancien protectorat français d'Annam.

### Publication originale
- (en) Herbert C. Robinson et C. Boden Kloss, « On Birds from South Annam and Cochin China. Part II. Pycnonotidæ - Dicæidæ », Ibis, Wiley-Blackwell, vol. 1, no 4,‎ octobre 1919, p. 565-625 (ISSN 1474-919X et 0019-1019, DOI 10.1111/J.1474-919X.1919.TB02899.X, lire en ligne).